# 里昂斯拉福雷
里昂斯拉福雷（法語：Lyons-la-Forêt，法語發音：[ljɔ̃s la fɔʁɛ]）是法国厄尔省的一个市镇，属于莱桑德利区。

## 地名
该地名“Lyons-la-Forêt”发音为[ljɔ̃s la fɔʁɛ]，字母“s”发音，《世界地名翻译大辞典》与《世界地名译名词典》将其误译作“里昂拉福雷”。

## 地理
里昂斯拉福雷（49°23'58"N, 1°28'34"E）面积26.99 平方千米，位于法国诺曼底大区厄尔省，该省份为法国北部内陆省份，北起滨海塞纳省，西接奧恩省和卡爾瓦多斯省，南至厄尔-卢瓦省，东临瓦兹省、瓦兹河谷省和伊夫林省。
与里昂斯拉福雷接壤的市镇（或旧市镇、城区）包括：利翁地区博菲塞、沙勒瓦勒、莱奥格、利索尔、洛尔洛、莫尔尼、皮谢、略尔河畔罗赛、勒特龙凯、昂代勒河畔佩里耶、图夫勒维尔。
里昂斯拉福雷的时区为UTC+01:00、UTC+02:00（夏令时）。

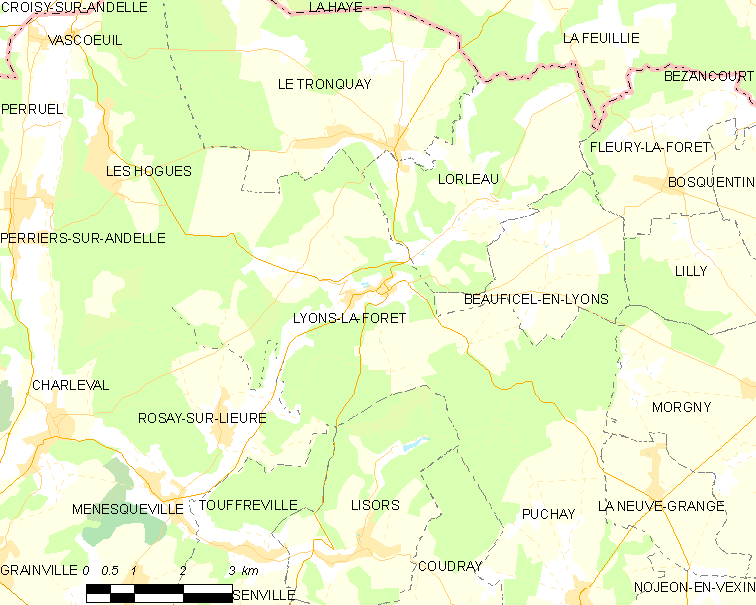
里昂斯拉福雷的OSM定位图

## 行政
里昂斯拉福雷的邮政编码为27480，INSEE市镇编码为27377。

## 政治
里昂斯拉福雷所属的省级选区为昂代勒河畔罗米伊县。

## 人口

1962-2008年间里昂斯拉福雷人口变化图示

里昂斯拉福雷于2022年1月1日时的人口数量为730人。